# Hirschtrüffel
Hirschtrüffel (Elaphomyces) sind eine Pilzgattung, die unterirdisch wachsende Fruchtkörper bilden. Es gibt weltweit rund 65 Arten von Hirschtrüffeln (Stand 2020).
In Europa kommen rund zwanzig Arten vor. Die am weitesten verbreitete Art ist die Warzige Hirschtrüffel (Elaphomyces granulatus, synonym Elaphomyces cervinus); am zweithäufigsten ist die Kleinwarzige oder Stachelige Hirschtrüffel (Elaphomyces muricatus).

## Merkmale
Hirschtrüffel bilden wie alle Trüffel im weiteren Sinne unterirdische (hypogäische) knollenähnliche Fruchtkörper, die mit einer Peridie versehen sind. Allerdings handelt es sich bei ihren Fruchtkörpern um echte Kleistothecien und nicht wie bei den Echten Trüffeln sich von Apothecien ableitende Gebilde. Ihre Sporen sind stachelig-rundlich und braun bis violettbräunlich gefärbt.

## Ökologie und Vorkommen
Hirschtrüffel sind Mykorrhiza-Pilze, die mit verschiedenen Baumarten eine Symbiose eingehen. Während Elaphomyces granulatus überwiegend mit Fichte und Kiefer vergesellschaftet ist, hat E. muricatus überwiegend die Buche als Baumpartner. Das Pilzmycel der Hirschtrüffel bringt unterirdisch die kugelförmigen Fruchtkörper ganzjährig hervor, im Unterschied zu den oberirdisch meist nur saisonal (insbesondere im Herbst) wachsenden Fruchtkörpern anderer Pilzarten. Die bis aprikosengroßen Fruchtkörper der Hirschtrüffel werden gerne von Schweinen, Hirschen und Rehen aufgespürt, freigelegt und gefressen. Oft sind sie an Wühlstellen zu finden, doch für Menschen nicht wohlschmeckend. Ältere Exemplare haben eine gummiartige Hülle um den cremig verflüssigten Kern.
Da die Hirschtrüffeln hohe Mengen an 137Cs speichern, wurde auch im Wildschweinfleisch ein hoher Anteil dieses radioaktiven Metalls festgestellt. Wildschweine sind die einzige Wildart, bei der die 137Cs-Kontamination durch oberirdische Kernwaffenversuche und die Tschernobyl-Katastrophe in einigen Gebieten der Bundesrepublik auf relativ hohem Niveau stagniert.

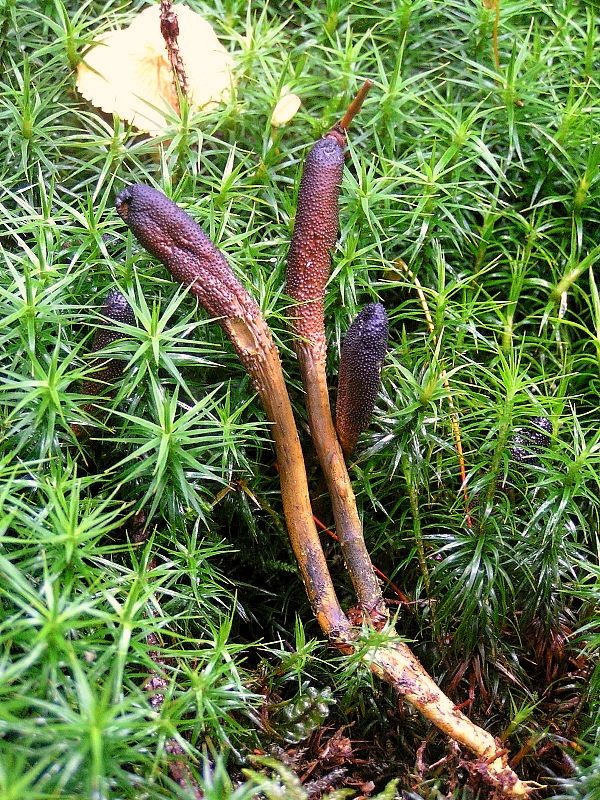
Zungenkernkeule (Elaphocordyceps ophioglossoides) auf Hirschtrüffel

Viele Arten sind häufig, werden aber durch die versteckte Lebensweise nur selten gefunden. Einige Arten werden durch Arten der Kernkeulen parasitiert. Alle Arten von Kernkeulen, die auf Hirschtrüffel parasitieren, werden neuerdings von der ursprünglichen Gattung Cordyceps abgetrennt und in eine eigene Gattung (Elaphocordyceps) gestellt.

## Systematik
Die Hirschtrüffeln sind eine relativ isoliert stehende Gruppe und sind nicht näher mit den Echten Trüffeln verwandt. Nach Lumbsch und Huhndorf gehören die Hirschtrüffel in die Familie der Hirschtrüffelverwandten innerhalb der Eurotiales. Manche Autoren stellen sie aber sogar in eine eigene Unterklasse (Elaphomycetidae). Vermutungen, dass es sich beim weit verbreiteten Mykorrhiza-Pilz Cenococcum geophilum um die Anamorphe einer Art der Hirschtrüffeln handeln könnte, stellten sich als unzutreffend heraus.

## Europäische Arten
- Elaphomyces aculeatus
- Elaphomyces anthracinus
- Elaphomyces citrinus
- Elaphomyces cyanosporus
- Elaphomyces decipiens
- Kleinwarzige Hirschtrüffel (Elaphomyces granulatus)
- Elaphomyces japonicus
- Elaphomyces leveillei
- Elaphomyces morettii
- Stachelige Hirschtrüffel (Elaphomyces muricatus)
- Elaphomyces mutabilis
- Elaphomyces officinalis
- Elaphomyces persoonii
- Elaphomyces variegatus
- Elaphomyces virgatosporus
- Elaphomyces viridiseptum

## Verwendung
Im Mittelalter wurden Elaphomyces-Arten, insbesondere Elaphomyces cervinus, als Hirschschwamm bezeichnet. Im ausgehenden 19. Jahrhundert wurden getrocknete Hirschtrüffel unter der Bezeichnung „Hirschbrunst“ im Handel verkauft. Die Trüffel wurden von Bauern als „Sprungmittel“ für Rinder eingesetzt.